# Menchhoffen
Menchhoffen (prononcé [mɛnʃoːfən]) est une commune française de la plaine d'Alsace située à 36 km au nord-ouest de Strasbourg, dans la circonscription administrative du Bas-Rhin et, depuis le 1er janvier 2021, dans le territoire de la Collectivité européenne d'Alsace, en région Grand Est.
Cette commune se trouve dans la région historique et culturelle d'Alsace.
En 2022, la population légale est de 610 habitants. Village de milieu rural, Menchhoffen est intégrée dans la communauté de communes de Hanau-La Petite Pierre.

## Géographie

### Localisation
Menchhoffen est située à 36 km au nord-ouest de Strasbourg, non loin de Bouxwiller (4 km) dans la plaine d'Alsace. La commune est baignée par la Moder.

### communes limitrophes
| Ingwiller        |             | Schillersdorf         |
|                  | Menchhohhen |                       |
| Niedersoultzbach | Uttwiller   | Obermodern-Zutzendorf |

### Sismicité
Commune située dans une zone 3 de sismicité modérée.

### Géologie et relief
Hydrogéologie et climatologie
Système d’information pour la gestion des eaux souterraines du bassin Rhin-Meuse]
Territoire communal : Occupation du sol (Corinne Land Cover); Cours d'eau (BD Carthage),
Géologie : Carte géologique; Coupes géologiques et techniques,
Hydrogéologie : Masses d'eau souterraine; BD Lisa; Cartes piézométriques.

### Hydrographie

#### Réseau hydrographique
La commune est dans le bassin versant du Rhin au sein du bassin Rhin-Meuse. Elle est drainée par la Moder et le ruisseau le Soultzbach,.
La Moder, d'une longueur de 82 km, prend sa source dans la commune de Zittersheim et se jette  dans le Rhin en rive gauche à Beinheim, après avoir traversé 29 communes. Les caractéristiques hydrologiques de la Moder sont données par la station hydrologique située sur la commune d'Obermodern-Zutzendorf. Le débit moyen mensuel est de 1,16 m3/s. Le débit moyen journalier maximum est de 8,86 m3/s, atteint lors de la crue du 18 mai 2024. Le débit instantané maximal est quant à lui de 12,1 m3/s, atteint le 5 mars 2020.

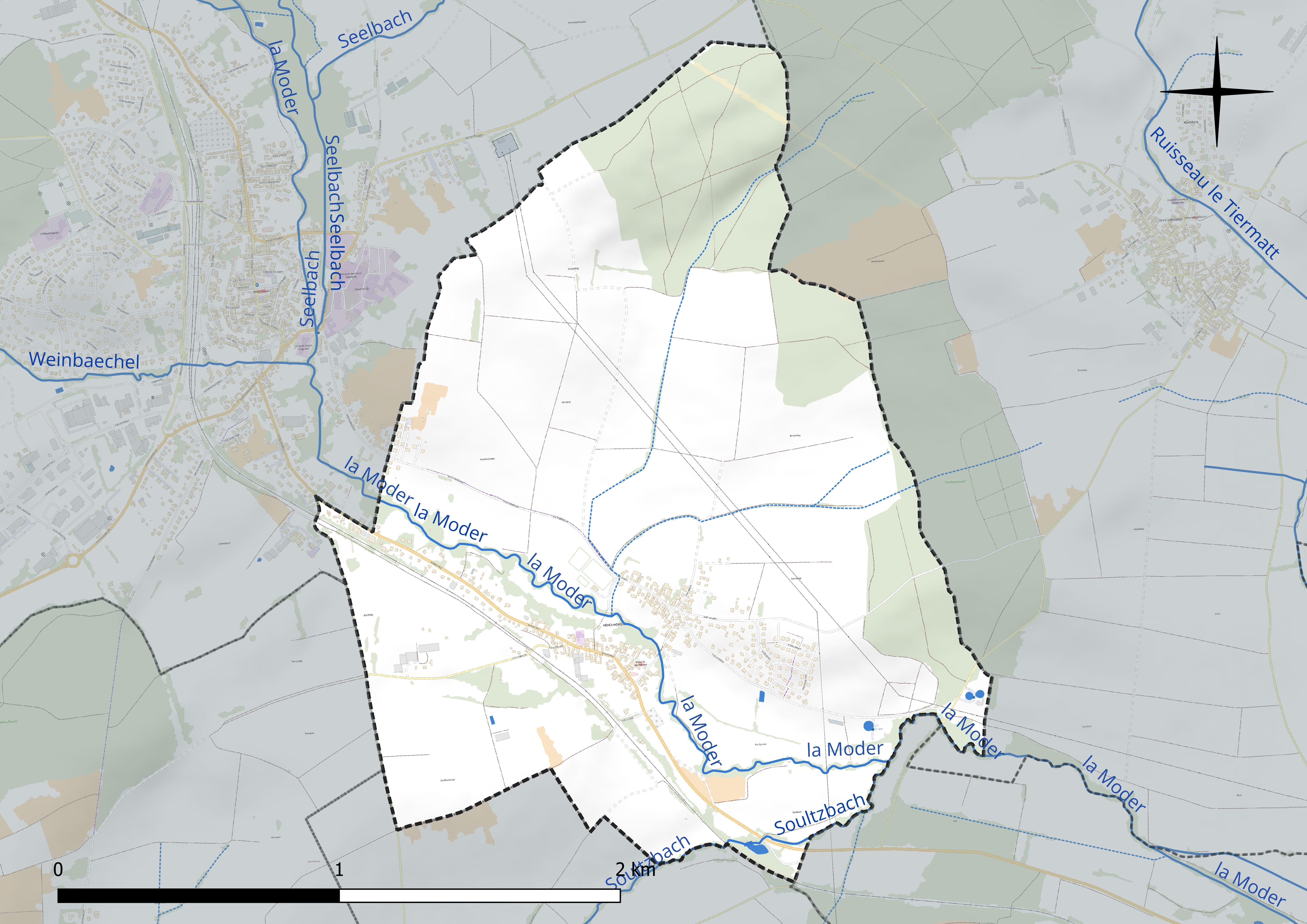
Réseau hydrographique de Menchhoffen.

#### Gestion et qualité des eaux
Le territoire communal est couvert par le schéma d'aménagement et de gestion des eaux (SAGE) « Moder ». Ce document de planification concerne le bassin versant de la Moder dont le territoire s'étend sur 1 720 km2. Le périmètre a été arrêté le 25 janvier 2006. La commission locale de l'eau a été créée le 12 juillet 2007, puis modifiée le 14 décembre 2021. La structure porteuse de l'élaboration et de la mise en œuvre est le Syndicat des eaux et de l’assainissement Alsace-Moselle (SDEA). 
La qualité des cours d’eau peut être consultée sur un site dédié géré par les agences de l’eau et l’Agence française pour la biodiversité. 

### Climat
Pour des articles plus généraux, voir Climat du Grand Est et Climat du Bas-Rhin.
En 2010, le climat de la commune est de type climat des marges montargnardes, selon une étude du Centre national de la recherche scientifique s'appuyant sur une série de données couvrant la période 1971-2000. En 2020, Météo-France publie une typologie des climats de la France métropolitaine dans laquelle la commune est exposée à un climat semi-continental et est dans la région climatique  Vosges, caractérisée par une pluviométrie très élevée (1 500 à 2 000 mm/an) en toutes saisons et un hiver rude (moins de 1 °C).
Pour la période 1971-2000, la température annuelle moyenne est de 10,4 °C, avec une amplitude thermique annuelle de 17,6 °C. Le cumul annuel moyen de précipitations est de 820 mm, avec 10,8 jours de précipitations en janvier et 10,2 jours en juillet. Pour la période 1991-2020, la température moyenne annuelle observée sur la station météorologique de Météo-France la plus proche, « Uhrwiller_sapc », sur la commune de Uhrwiller à 6 km à vol d'oiseau, est de 10,9 °C et le cumul annuel moyen de précipitations est de 740,0 mm. 
La température maximale relevée sur cette station est de 38,7 °C, atteinte le 7 août 2015 ; la température minimale est de −18 °C, atteinte le 20 décembre 2009,,.
Les paramètres climatiques de la commune ont été estimés pour le milieu du siècle (2041-2070) selon différents scénarios d'émission de gaz à effet de serre à partir des nouvelles projections climatiques de référence DRIAS-2020. Ils sont consultables sur un site dédié publié par Météo-France en novembre 2022.

### Voies de communications et transports

#### Voies routières
- Autoroute A4, aussi appelée autoroute de l’Est : Échangeurs Hochfelden, Saverne, Phalsbourg.
- Autoroute A340 Sorties Brumath - Mommenheim, Haguenau, Wahlenheim.

#### Transports en commun

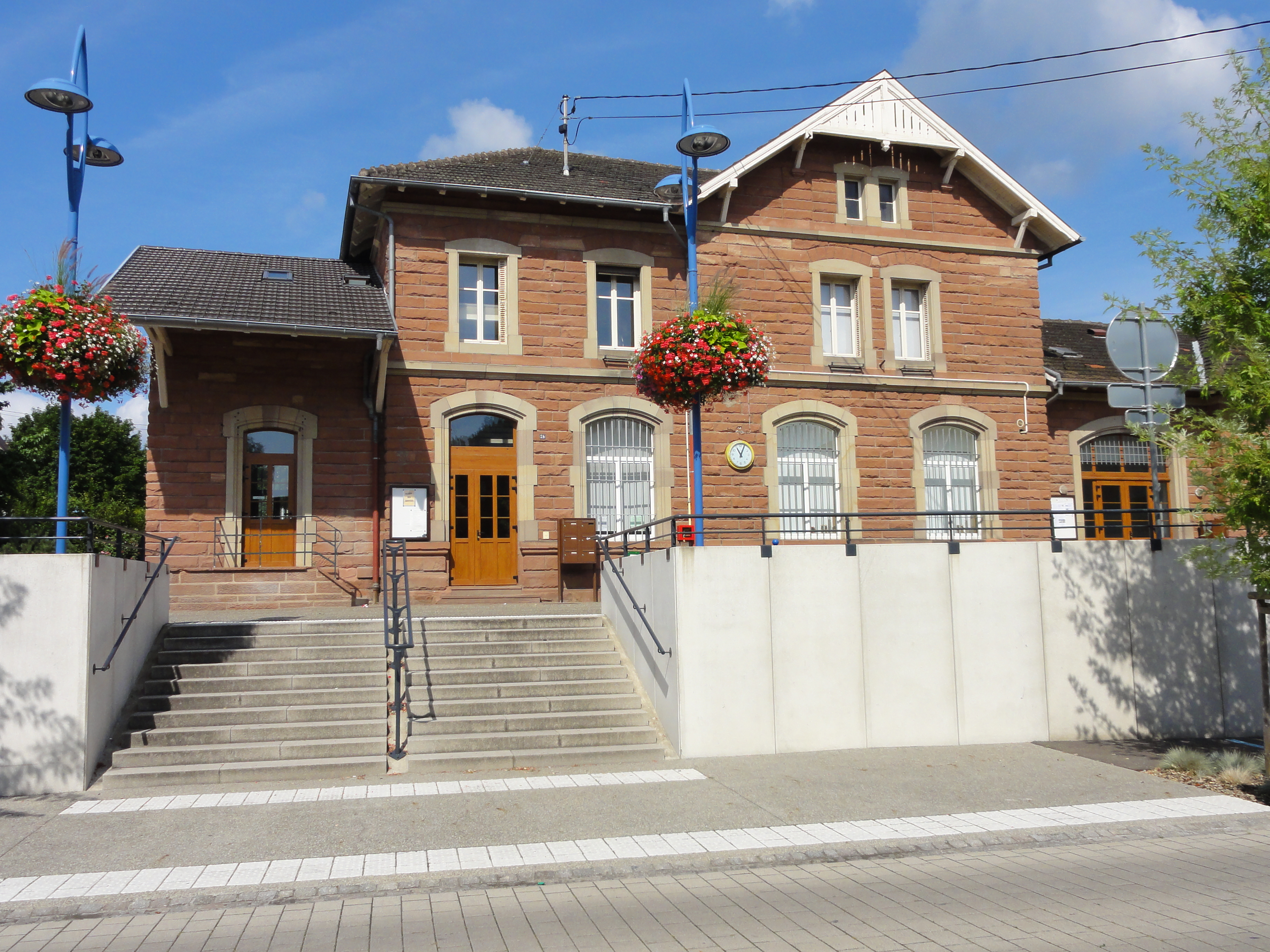
La gare d'Ingwiller.

- Fluo Grand Est.
- Transports en Alsace.

#### Lignes SNCF
- Gare d'Ingwiller
- Gare d'Obermodern
- Gare de Wingen-sur-Moder
- Gare de Dettwiller
- Gare de Steinbourg

## Urbanisme

### Typologie
Au 1er janvier 2024, Menchhoffen est catégorisée bourg rural, selon la nouvelle grille communale de densité à sept niveaux définie par l'Insee en 2022.
Elle appartient à l'unité urbaine d'Ingwiller, une agglomération intra-départementale regroupant trois  communes, dont elle est une commune de la banlieue,,. Par ailleurs la commune fait partie de l'aire d'attraction de Strasbourg (partie française), dont elle est une commune de la couronne,. Cette aire, qui regroupe 268 communes, est catégorisée dans les aires de 700 000 habitants ou plus (hors Paris),.

### Occupation des sols
L'occupation des sols de la commune, telle qu'elle ressort de la base de données européenne d’occupation biophysique des sols Corine Land Cover (CLC), est marquée par l'importance des territoires agricoles (73,2 % en 2018), une proportion sensiblement équivalente à celle de 1990 (74 %). La répartition détaillée en 2018 est la suivante : terres arables (64,9 %), forêts (17,6 %), zones urbanisées (9,2 %), zones agricoles hétérogènes (4,2 %), prairies (4,1 %). L'évolution de l’occupation des sols de la commune et de ses infrastructures peut être observée sur les différentes représentations cartographiques du territoire : la carte de Cassini (XVIIIe siècle), la carte d'état-major (1820-1866) et les cartes ou photos aériennes de l'IGN pour la période actuelle (1950 à aujourd'hui).

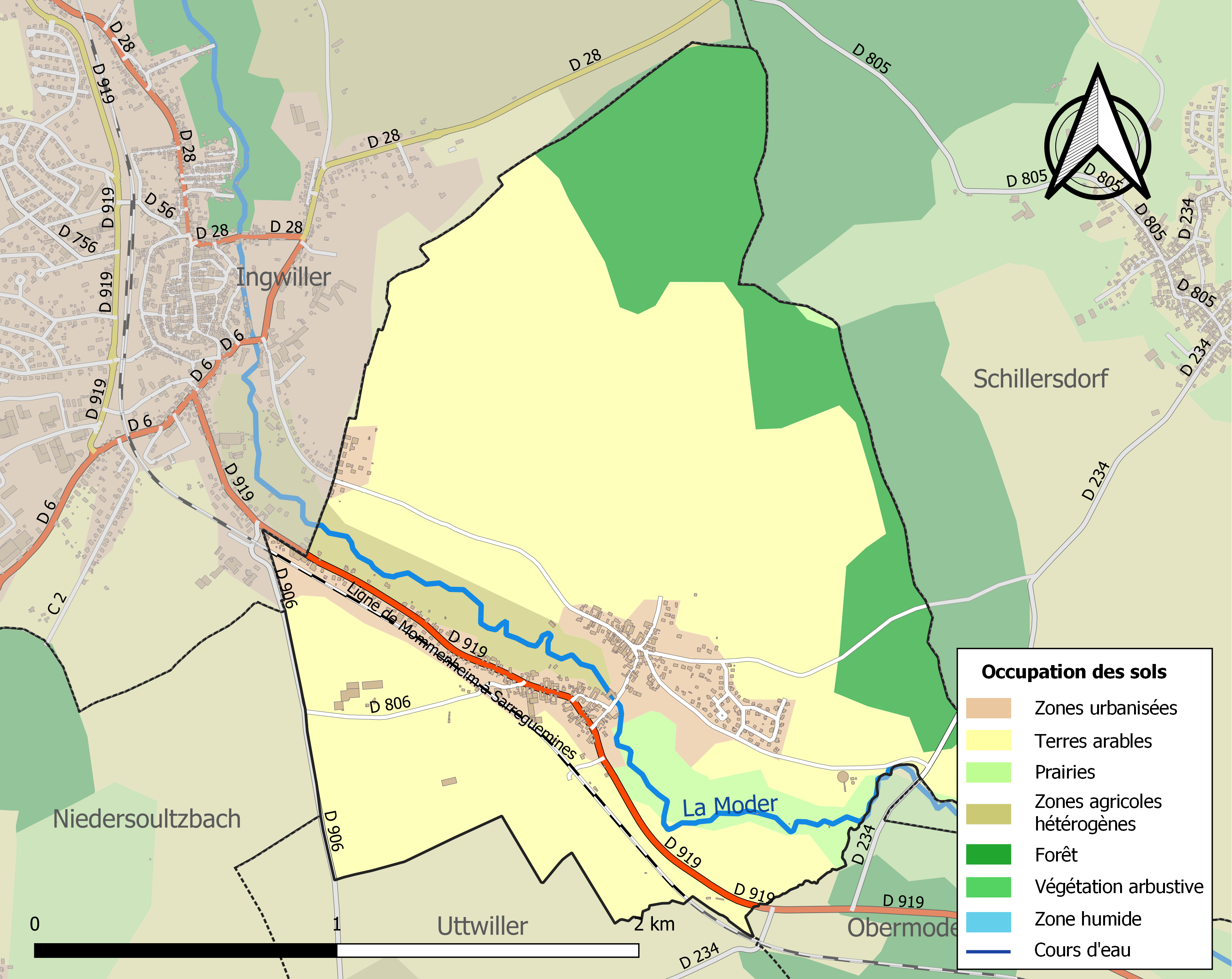
Carte des infrastructures et de l'occupation des sols de la commune en 2018 (CLC).

## Toponymie
Le nom Menchhoffen est composé de deux éléments. Le premier, mench- signifie « moine » et dérive du latin ecclésiastique monachus via le vieux haut allemand manic, devenu mänch, puis mench dans le moyen haut allemand. La seconde partie, -hoffen, provient du vieux haut allemand hofen, qui désigne littéralement un « espace enclos sur une hauteur », puis un domaine seigneurial, généralement à vocation agricole.
En dehors des évolutions linguistiques, le nom a peu évolué au fil des siècles : villa Manicoffa en 798, Menechenhoven en 1178, Mennichenhofen en 1435, Menchenhoffen en 1538. Menchen- apparaît sous sa forme raccourcie Mench- pour la première fois en 1833 avec Menchoffen et le doublement du h en 1843, ce qui donne la forme moderne Menchhoffen. Toutefois l’orthographe exacte change encore plusieurs fois par la suite : après avoir été fixé sous la forme Menchhoffen par la conseil municipal en 1852, celui le change pour Menchhofen en 1907 avant de revenir à la graphie précédente en 1933.

## Histoire
Menchhofen est mentionné pour la première fois dans une charte de 798 formalisant le don d’une manse située dans la villa Manicoffa fait par un seigneur local à l’abbaye de Lorsch. Celle-ci étant une fondation de l’évêque de Metz, qui possède alors également l’abbaye de Neuwiller toute proche, le village a probablement été créé peu de temps auparavant afin d’assurer l’occupation des terres au plus près de la limite avec le territoire de l’abbaye concurrente de Wissembourg, fondation de l’évêque de Spire, qui possède Pfaffenhoffen.
Pendant tout le Moyen Âge, l’évêque de Metz demeure le suzerain du village, dont la majeure partie dépend d’abord de l’abbaye de Neuwiller. Au XIIIe siècle, voire dès le XIIe siècle, les seigneurs de Lichtenberg, prévôts de l’abbaye, reçoivent en fief de l’évêque de Metz une partie de ses terres, dont Menchhoffen. Au cours du XIVe siècle, le village se trouve régulièrement impliqué dans les querelles familiales des Lichtenberg ou mis en gage pour payer leurs dettes. Ainsi, en 1391, le comte de Deux-Ponts-Bitche, en conflit avec les Lichtenberg pour une question d’héritage, l’occupe et rackette ses habitants. À l’extinction des Lichtenberg, l’évêque de Metz transmet le fief à leurs héritiers les Hanau-Lichtenberg.
À la disparition des Hanau-Lichtenberg en 1736, le village passe à la famille de Hesse-Darmstadt.

## Politique et administration
| Période | Période                   | Identité                                    | Étiquette | Qualité           |
| --- | ------------------------- | ------------------------------------------- | --------- | ----------------- |
| 1905 | 1911                      | Jean Decker                                 |           |                   |
| 1912 | 1925                      | Jacques Merckling                           |           |                   |
| 1926 | 1932                      | Georges Forrler                             |           |                   |
| 1933 | 1941                      | Jacques Wittenmeyer                         |           |                   |
| 1942 | 1945                      | Commune rattachée à Ingwiller               |           |                   |
| 1945 | 1947                      | Frédéric Forrler                            |           |                   |
| 1947 | 1971                      | Michel Baltzer                              |           |                   |
| 1971 | 1989                      | Charles Baltzer                             |           |                   |
| 1989 | 2014                      | Michel Gangloff                             |           |                   |
| 2014 | En cours (au 31 mai 2020) | Alain Danner Réélu pour le mandat 2020-2026 |           | chef d'entreprise |
| Une partie des données est issue de la liste établie par Henri Heitz et Albert Kieffer dans Pays d’Alsace. |                           |                                             |           |                   |

## Population et société

### Démographie
L'évolution du nombre d'habitants est connue à travers les recensements de la population effectués dans la commune depuis 1793. Pour les communes de moins de 10 000 habitants, une enquête de recensement portant sur toute la population est réalisée tous les cinq ans, les populations de référence des années intermédiaires étant quant à elles estimées par interpolation ou extrapolation. Pour la commune, le premier recensement exhaustif entrant dans le cadre du nouveau dispositif a été réalisé en 2007.

En 2022, la commune comptait 610 habitants, en évolution de +1,16 % par rapport à 2016 (Bas-Rhin : +3,17 %, France hors Mayotte : +2,11 %).
| 1793 | 1800 | 1806 | 1821 | 1831 | 1836 | 1841 | 1846 | 1851 |
| ---- | ---- | ---- | ---- | ---- | ---- | ---- | ---- | ---- |
| 266  | 294  | 319  | 353  | 385  | 412  | 383  | 399  | 369  |

| 1856 | 1861 | 1866 | 1871 | 1875 | 1880 | 1885 | 1890 | 1895 |
| ---- | ---- | ---- | ---- | ---- | ---- | ---- | ---- | ---- |
| 355  | 380  | 390  | 383  | 371  | 362  | 362  | 353  | 372  |

| 1900 | 1905 | 1910 | 1921 | 1926 | 1931 | 1936 | 1946 | 1954 |
| ---- | ---- | ---- | ---- | ---- | ---- | ---- | ---- | ---- |
| 342  | 350  | 343  | 319  | 319  | 300  | 302  | 321  | 324  |

| 1962 | 1968 | 1975 | 1982 | 1990 | 1999 | 2006 | 2007 | 2012 |
| ---- | ---- | ---- | ---- | ---- | ---- | ---- | ---- | ---- |
| 429  | 447  | 445  | 460  | 506  | 505  | 510  | 511  | 579  |

| 2017 | 2022 | - | - | - | - | - | - | - |
| ---- | ---- | - | - | - | - | - | - | - |
| 613  | 610  | - | - | - | - | - | - | - |

### Enseignement
Établissements d'enseignements : 
- École maternelle et primaire[33].
- Collèges à Ingwiller, Bouxwiller, Val-de-Moder, Wingen-sur-Moder, Dettwiller.
- Lycées à Bouxwiller, Bouxwiller, Éguelshardt.

### Santé
Professionnels et établissements de santé de proximité à Saverne, Goersdorf, Morsbronn-les-Bains, Niederbronn-les-Bains, Ingwiller :
- Médecins.
- Pharmacies.
- Hôpitaux.

### Cultes
- Culte catholique, Communauté de paroisses aux sources de la Moder[35], Diocèse de Strasbourg.
- Culte protestant, Paroisse d’Ingwiller (Menchhoffen)[36].

## Économie

### Entreprises et commerces

#### Agriculture
- Culture de céréales, de légumineuses et de graines oléagineuses.
- Culture et élevage associés.
- Élevage d'autres bovins et de buffles.
- Élevage d'autres animaux.

#### Tourisme
- Hébergements et restauration à Menchhoffen, Ingwiller, Schillersdorf, Bouxwiller.

#### Commerces
- Commerces et services de proximité.

## Culture locale et patrimoine

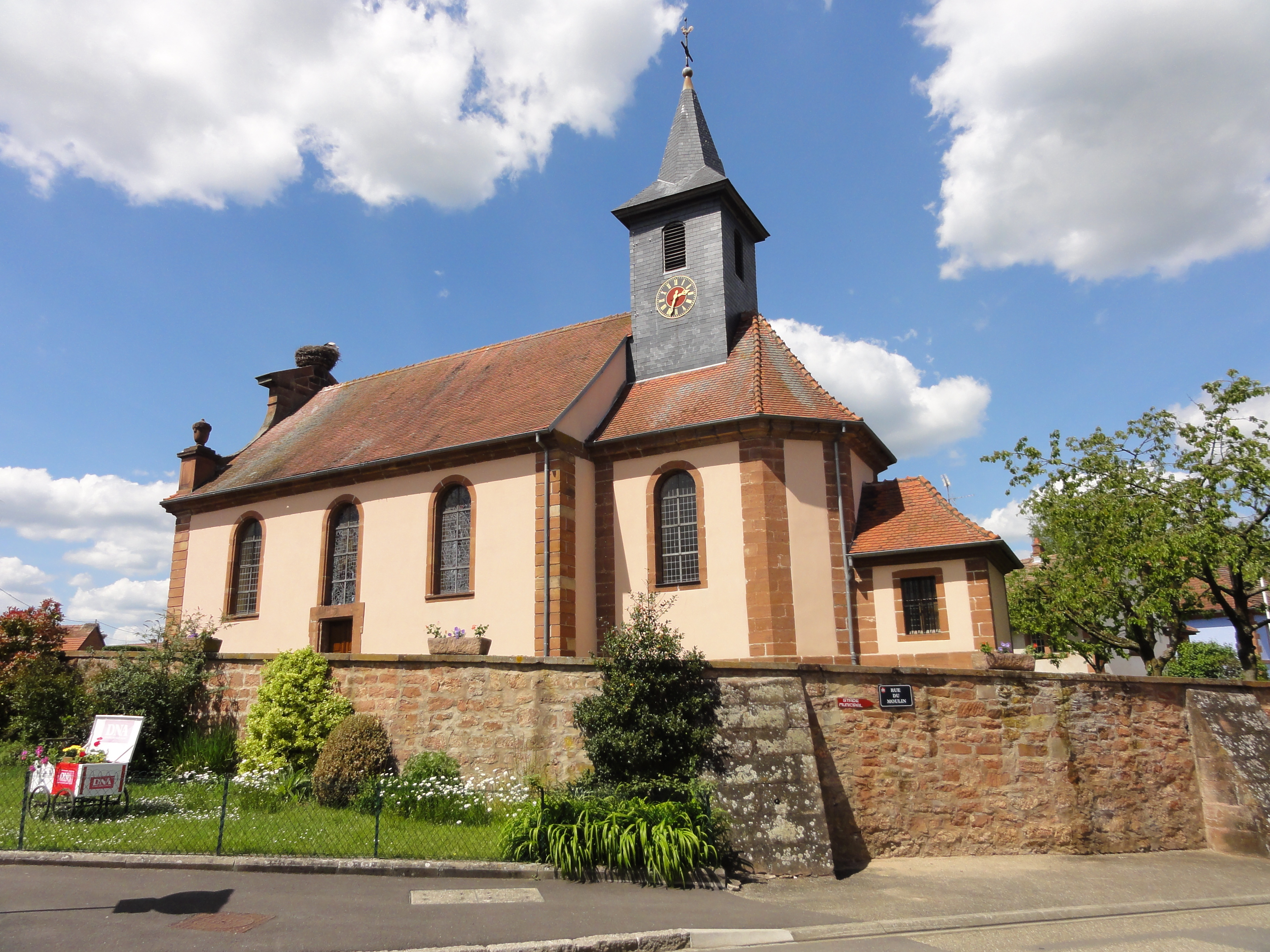
L'église protestante Sainte-Catherine.

### Lieux et monuments
- Église paroissiale Sainte-Catherine, puis église protestante, actuellement simultaneum[37].

Menchhoffen est l'une des quelque 50 localités d'Alsace dotées d'une église simultanée.
Cloche de 1755.
Chaire pastorale.
Orgue.
Mobilier.
- Patrimoine architectural rural recensé par le service régional de l'Inventaire général du patrimoine culturel[43] : Maisons[44], Fermes[45], Ferme de maréchal-ferrant Moulin[46], Fermes[47], Grange[48]...
- Décor peint monumental ornant les murs de la Stube du logis de l'ancienne ferme[49].
- Monument aux morts[50] : Conflits commémorés : Guerres 1914-1918 - 1939-1945[51].
- Cimetière[52].

### Héraldique
| Blason de Menchhoffen | Blason  | De gueules à la croix alésée d'argent, cantonnée en pointe de deux roses du même. |
| Blason de Menchhoffen | Détails |                                                                                   |